# Чухув (Мазовецьке воєводство)
Чухув (пол. Czuchów) — село в Польщі, у гміні Плятерув Лосицького повіту Мазовецького воєводства. Населення — 182 особи (2011).

## Історія
За даними етнографічної експедиції 1869—1870 років під керівництвом Павла Чубинського, у селі переважно проживали римо-католики, меншою мірою — греко-католики, які здебільшого розмовляли українською мовою.
У 1975—1998 роках село належало до Білопідляського воєводства.

## Демографія
Демографічна структура станом на 31 березня 2011 року:
|          | Загалом | Допрацездатний вік | Працездатний вік | Постпрацездатний вік |
| -------- | ------- | ------------------ | ---------------- | -------------------- |
| Чоловіки | 92      | 15                 | 60               | 17                   |
| Жінки    | 90      | 22                 | 45               | 23                   |
| Разом    | 182     | 37                 | 105              | 40                   |